# Kamienica Carla Bradtke w Bydgoszczy
Kamienica Carla Bradtkego w Bydgoszczy – zabytkowa kamienica w Bydgoszczy.

## Położenie
Budynek stoi w zachodniej pierzei ul. Gdańskiej, między ul. Świętojańską i Chocimską.

## Historia
Kamienicę wzniesiono w latach 1895–1896 według projektu bydgoskiego budowniczego Józefa Święcickiego dla mistrza kamieniarskiego Carla Bradtke.
Budynek od początku posiadał charakter czynszowo-handlowy z dwoma skrzydłami scalonymi z domem tylnym. Inicjał pierwszego właściciela kamienicy widnieje w kartuszu umieszczonym w zwieńczeniu północnego ryzalitu. Na przełomie wieków XIX i XX sprzedawano tu rowery firmy „Patria”. W latach 20. XX wieku w budynku funkcjonowała natomiast cukiernia Kobielskiego.

## Architektura
Budynek posiada bogato zdobioną fasadę z niewielkimi ryzalitami bocznymi zwieńczonymi szczytami, w których umieszczono maszkarony na tle strusich piór. Zespół zabudowy tworzył funkcjonalny kompleks skupiony wokół prostokątnego dziedzińca zamkniętego tylnym domem mieszkalnym z sienią przejazdową umożliwiającą dostanie się do położonego na tyłach parceli ogrodu. Budynek frontowy posiada  historyzujący kostium stylowy nawiązujący do form neobarokowych i neorokokowych.

## Galeria

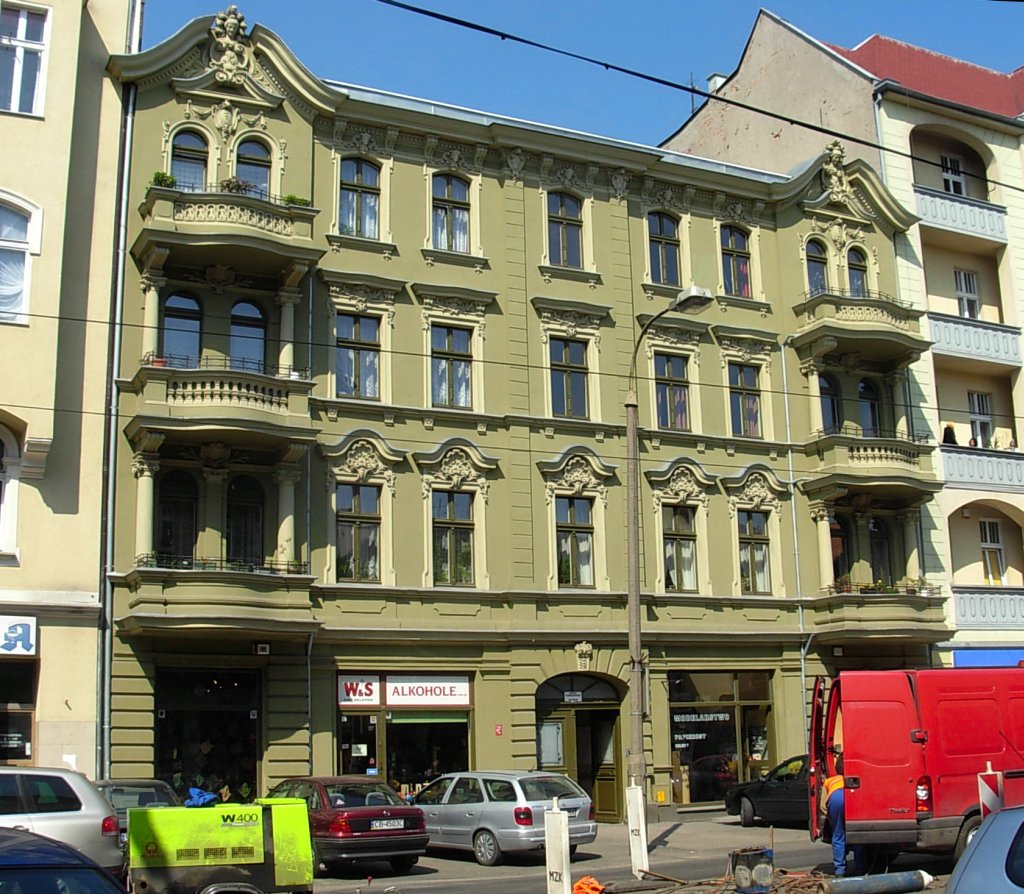
Fasada od ul. Gdańskiej
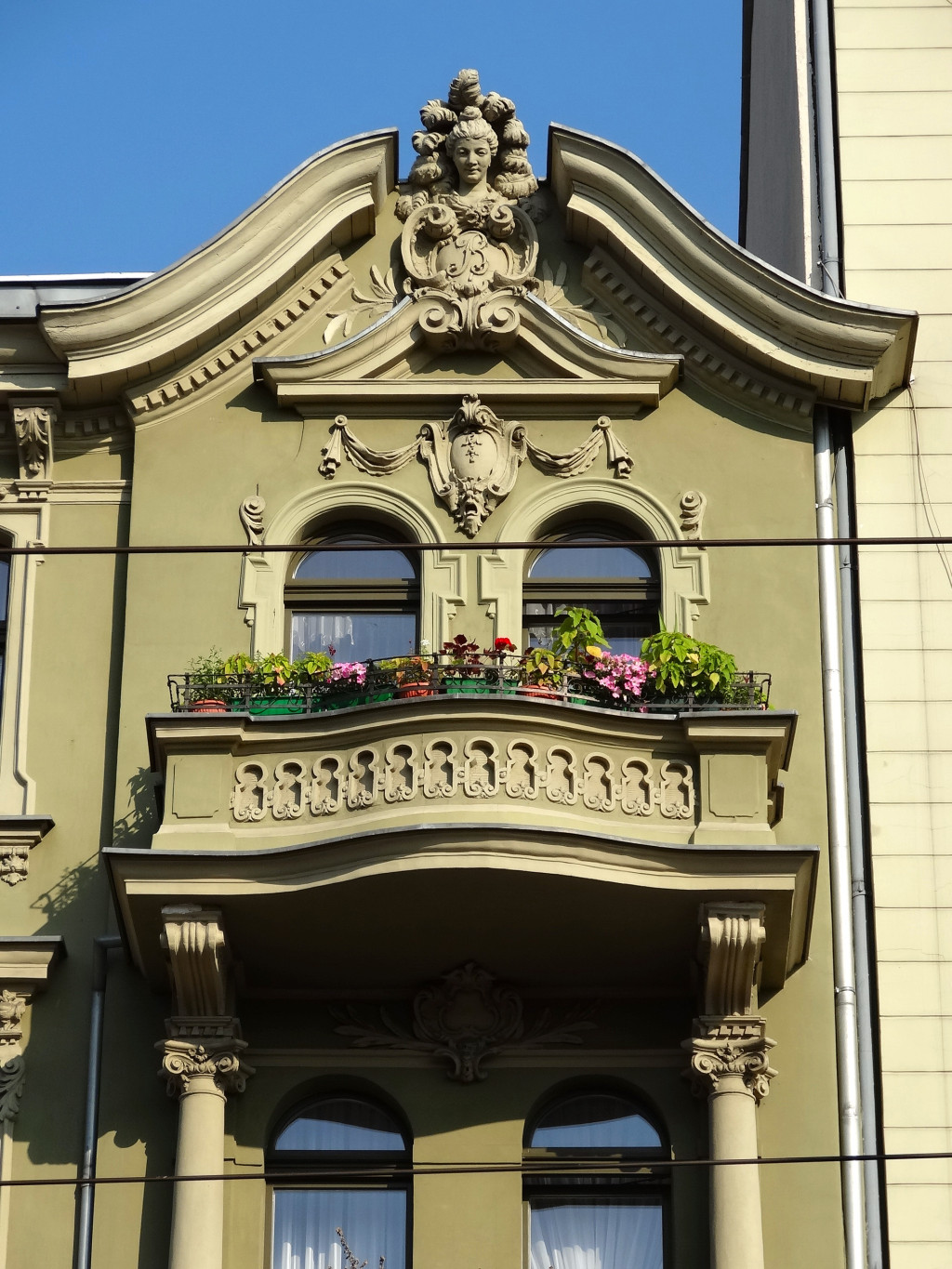
Balkon i szczyt
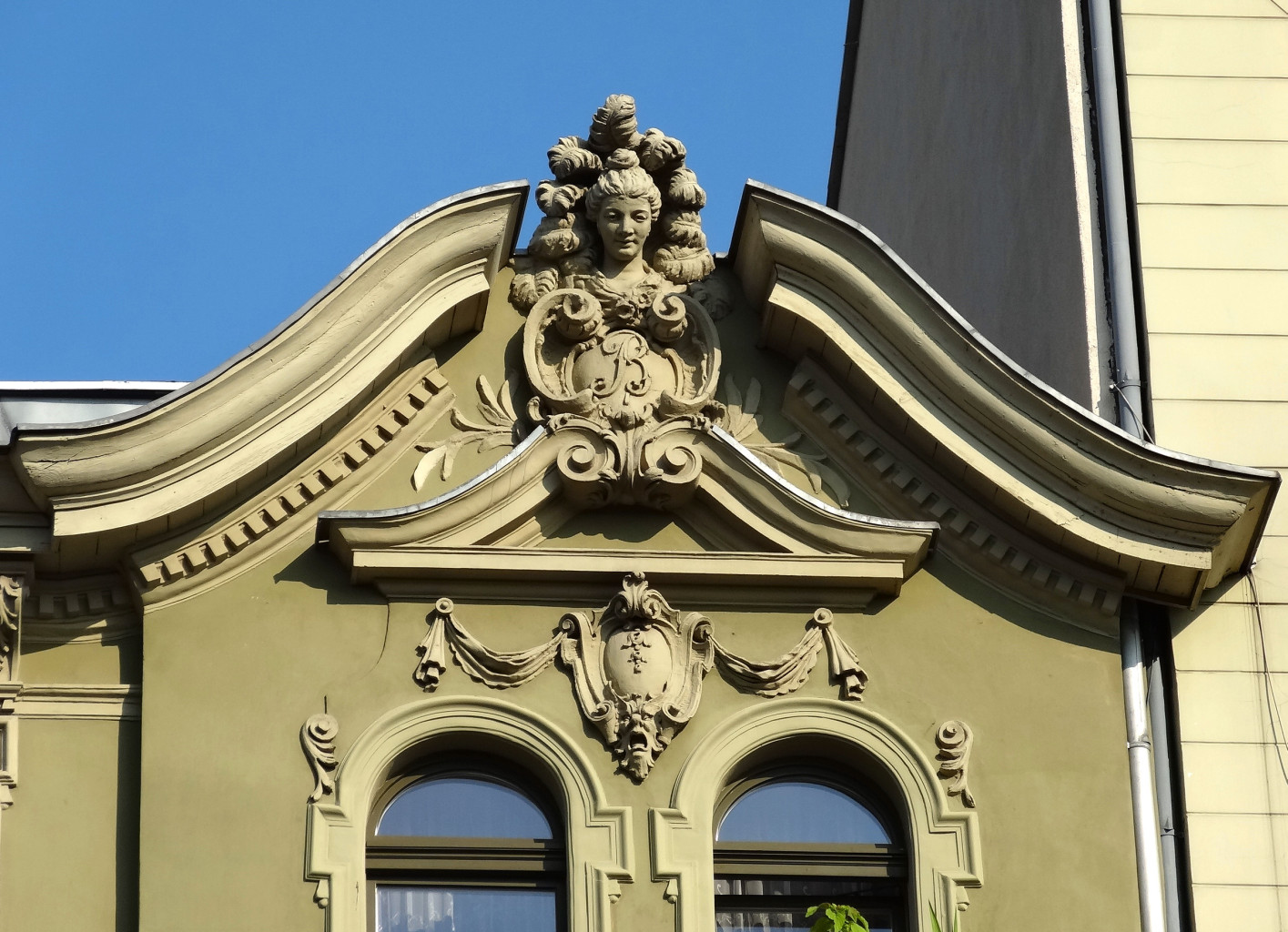
Kartusz z inicjałem Carla Bradtke